# بنونیس
بنونیس (به ارمنی: Բնունիս) یک سکونتگاه مسکونی در ارمنستان است که در استان سیونیک واقع شده‌است. بنونیس در ۱۱۴ کیلومتری شمال غرب کاپان، مرکز استان سیونیک واقع شده‌است.

## خصوصیات
بنونیس ۱۷٫۱۶ کیلومترمربع مساحت و ۱۷۶ نفر جمعیت دارد و در ارتفاع ۱۸۲۰ متر بالاتر از سطح دریا قرار گرفته‌است.
| سال   | ۱۸۷۳ | ۱۸۹۷ | ۱۹۲۶ | ۱۹۳۹ | ۱۹۵۹ | ۱۹۷۰ | ۱۹۷۹ | ۲۰۰۱ | ۲۰۰۴ |
| جمعیت | ۱۹۹  | ۳۳۴  | ۵۵۶  | ۴۱۹  | ۲۸۸  | ۱۶۰  | ۱۳۸  | ۱۶۳  | ۱۹۳  |